# Hemitriakis indroyonoi
Hemitriakis indroyonoi is een vissensoort uit de familie van de gladde haaien (Triakidae). De wetenschappelijke naam van de soort is voor het eerst geldig gepubliceerd in 2009 door White, Compagno & Dharmadi.